# Parhydraena semicostata
Parhydraena semicostata är en skalbaggsart som beskrevs av Perkins 2009. Parhydraena semicostata ingår i släktet Parhydraena och familjen vattenbrynsbaggar. Inga underarter finns listade i Catalogue of Life.